# Ruǵince
Ruǵince es un pueblo ubicado en el municipio de Staro Nagoričane, en la región Noreste, Macedonia del Norte.

## Superficie
Posee una superficie de 13,10 kilómetros cuadrados.

## Demografía
Hasta 2021 la población era de 35 habitantes, con una densidad de población de 2,671 habitantes por kilómetro cuadrado.